# Фон Эмс, Маркс Ситтих
Маркс Ситтих фон Эмс (нем. Marx Sittich von Ems; 1466, — 1533) (многочисленные варианты написания, также Маркус, Марк, Мерк Ситтикус фон (Хохен) Эмпс) — немецкий командир ландскнехтов XVI в., представитель дворянского рода сеньоров фон Эмс.

## Биография

### Военная карьера
Вместе с Георгом фон Фрундсбергом и Георгом фон Вальдбургом участвовал в Швабской войне и Четвёртой итальянской войне, в ходе битвы при Павии в 1525 г. способствовал победе имперской армии.
Как полководец Швабского союза в ходе Крестьянской войны отметился жестокими мерами. После победы над крестьянами на Боденском озере он приказал повесить 50 их лидеров вдоль реки Лейблах для устрашения, за что получил прозвище «крестьянский убийца» (нем. der Bauernschlächter). В Радольфцелле на Боденском озере он обратил в бегство Ганса Мюллера фон Бульгенбаха. Участвовавшие в восстании крестьяне Лингенау и Рифенсберга были сурово наказаны Марксом Ситтихом: их суд был присоединен к суду Альбершвенде, они потеряли амтманна и другие давние права.

### Политическая карьера
Особого успеха он добился, когда стал доверенным лицом императора Священной Римской империи Максимилиана I. В 1523 г. сыграл важную роль посредника в приобретении монфортских частей графства Брегенц, что позволило Австрии закрепить свое доминирующее положение в Форарльберге. За свои многочисленные заслуги он получил фогтства Брегенц и Блуденц-Зонненберг. Фон Эмсы, до этого имевшие лишь замок и деревню Эмс, и полученный в качестве залога имперский двор Лустенаупродвинулись вперед как владения австрийских владений Блуденц и Брегенц, позже также Фельдкирх; затем как залогодержатели владений Нойбург (с 1589 г.) Эмзеры стали определяющим фактором власти в современном Форарльберге.
Маркс Ситтих I во время своей кампании в Италии сумел женить одного из своих сыновей, Вольфа-Дитриха (1507—1538), на Кларе Медичи, сестре будущего Папы Пия IV и миланского кондотьера Джана Джакомо Медич. Сын Маркса Ситтиха Георг Зигмунд Эмс был каноником Констанца и в 1532 г. в качестве кандидата императора Фердинанда I претендовал на пост князя-епископа Констанца, уступив Иоганну фон Люпфену.
Был ревностным сторонником контрреформации и боролся за сохранение католицизма в Форарльберге.